# Dominique Bougras
Dominique Bougras, né le 8 mars 1960 à Orléans, est un footballeur français reconverti entraîneur.

## Biographie
Dominique Bougras arrive à La Berrichonne de Châteauroux en 1978. Il y reste jusqu'en 1985 en qualité de joueur et passe son Brevet d'État second degré à 25 ans.
Il partit ensuite entraîner un club de Division d'Honneur basé à La Châtre, puis passe par le club concurrent l'USL Saint Christophe pendant 2 ans avant de revenir de 1990 à 2000 où il est responsable des 15 ans Nationaux. En 2000, il répond à l'appel de Dominique Bijotat pour aller au centre de formation du RC Lens, quand ce dernier part en 2002 il est solidaire. Il signe deux ans au CS Sedan Ardennes, où il rencontre Serge Marchetti futur directeur sportif de la Berrichonne.
En 2004, il revient à La Berrichonne de Châteauroux où il entraîne les 16 et 17 ans Nationaux, des catégories qu'il dirige depuis 20 ans. En août 2010, il change de catégorie pour gérer les 19 ans Nationaux. Il voit passer sous ses ordres des joueurs comme Johann Obiang. Depuis mars 2012, Bougras s'occupe de l'équipe réserve de la « Berry » qui évolue en CFA 2 à la suite du départ de David Le Frapper.
En avril 2014, à la suite d'une nouvelle défaite de l'équipe première, Franck Vallade, adjoint de Didier Tholot prend en main l'équipe réserve et Dominique Bougras lui succède auprès de Tholot.
Dans la vie de tous les jours, Dominique Bougras est séparé et a une fille souhaitant devenir professeur des écoles.